# Campeonato Paulista de Futebol de 1952 - Segunda Divisão
O Campeonato Paulista de Futebol de 1952 - Segunda Divisão foi a sexta edição da competição de futebol de São Paulo, equivalente ao segundo nível do futebol do estado, promovida pela Federação Paulista de Futebol. O Linense conquistou o título e o acesso para o Campeonato Paulista de Futebol de 1953 ao vencer na final a Ferroviária.

## Forma de disputa
Na primeira fase 46 equipes foram divididas em 5 grupos, disputado por pontos corridos em turno e returno, onde os 2 primeiros colocados avançou à próxima fase. Os 10 times classificados foram divididos em 2 grupos, seguindo a mesma forma de disputa da primeira fase. O vencedor de cada grupo disputou a final em jogo único.

## Classificação da segunda fase
| 1 | Linense* (Lins)                      | 9 |
| 2 | Sanjoanense* (São João da Boa Vista) | 9 |
| 3 | Paulista* (Jundiaí)                  | 9 |
| 4 | São Caetano (São Caetano do Sul)     | 7 |
| 5 | Botafogo (Ribeirão Preto)            | 6 |

* Linense, Sanjoanense e Paulista disputaram um torneio de desempate, com os seguintes resultados:

10.05.1953: Linense 3-2 Sanjoanense (São João da Boa Vista-SP)

18.05.1953: Linense 3-3 Paulista (Jundiaí-SP)

22.05.1953: Linense 2-1 Paulista (Jundiaí-SP)

Linense classificado para a Final
| 1 | Ferroviária (Araraquara)       | 12 |
| 2 | São Bento (Marília)            | 8  |
| 3 | Bragantino (Bragança Paulista) | 8  |
| 4 | Garça (Garça)                  | 7  |
| 5 | São Paulo (Araçatuba)          | 5  |

## Final
| 31 de maio de 1953 | Linense            | 3 – 0 | Ferroviária | Pacaembú, São Paulo                                     |
|                    | Américo 7' 18' 59' |       |             | Renda: Cr$ 290.625,00 Árbitro: Querubim da Silva Torres |

Linense: Inocêncio; Rui e Noca; Frangão, Geraldo e Ivan; Alfredinho, Américo, Washington, Próspero e Alemão.
Ferroviária: Sandro; Sarvas e Pixo; Touguinha, Gaspar e Pierre; Osmar, Luis Rosa, Vaguinho, Zé Amaro e Luiz.

## Premiação
| Campeonato Paulista de 1952 - Segunda Divisão |
| --------------------------------------------- |
| Linense Campeão (1º título)                   |